# Степанищев, Игорь Валентинович
Игорь Валентинович Степанищев (21 января 1962) — советский и казахстанский футболист, полузащитник.

## Карьера
Начинал играть в команде второй лиги «Металлург» Чимкент, далее выступал за клуб, переименованный в «Мелиоратор», в 1981, 1984, 1986—1989 годах. Во второй лиге также играл за «Мелиоратор» Кзыл-Орда (1985) и «Нефтяник» Фергана (1989—1990), в составе которого выиграл восточную зону в 1990 году. В 1991 году за «Нефтяник» провёл 7 матчей в первой лиге. 1992 год начал в команде чемпионата Казахстана «СКИФ-Арсенал» Чимкент, в августе — сентябре выступал в первой лиге России за «Металлург» Липецк, завершил год в луганской «Заре-МАЛС» из чемпионата Украины. В дальнейшем играл в чемпионате Казахстана за «СКИФ-Ордабасы» (1993, 1996), «Яссы» Туркестан (1994), «Тараз» Джамбул. Завершил карьеру в 1996 году в команде чемпионата Узбекистана «Машал» Мубарек.